# 凱圖 (貝寧)
凱圖（法語：Kétou）是貝寧的城鎮，位於該國東南部，由高原省負責管轄，面積2,183平方公里，海拔高度112米，2013年該城鎮人口156,497，人口密度每平方公里72人。